# Potęga trójki
Potęga trójki (ang. The Power of Three) – czwarty odcinek siódmej serii brytyjskiego serialu science-fiction Doktor Who. Premiera odcinka odbyła się 22 września 2012 roku na kanałach BBC One i BBC One HD. Scenariusz odcinka został napisany przez Chrisa Chibnalla, a reżyserem był Douglas Mackinnon. Polska premiera odbyła się 27 stycznia 2013.
Odcinek Potęga trójki jest pierwszym odcinkiem z udziałem Jemmy Redgrave w roli Kate Stewart. Ponieważ odcinek ten należy do ostatniego, trzeciego bloku produkcyjnego pierwszej części siódmego sezonu, więc to właśnie w tym odcinku Karen Gillan i Arthur Darvill grali w Doktorze Who po raz ostatni. Większość scen dla tego odcinka zostały sfilmowane na przełomie kwietnia i maja 2012, poza niektórymi scenami, które zostały ponownie sfilmowane w czerwcu i lipcu 2012 roku. Odcinek ten obejrzało ponad 7 milionów widzów w Wielkiej Brytanii. Odcinek został zasadniczo dobrze przyjęty przez krytyków.

## Fabuła
Na całym świecie spadły z nieba czarne sześciany, o których nic nie wiadomo. Doktor postanawia zostać przez jakiś czas z Amy i Rorym, by odkryć czym one są. Wówczas poznaje szefa badań naukowych UNIT-u, a zarazem córkę Brygadiera Lethbridge-Stewarta, Kate Stewart. Opowiada ona o działaniach UNIT-u związanych z sześcianami, a Doktor zaleca by UNIT, uważnie obserwował zmiany zachodzące w nich. Po 4 dniach obserwacji Doktor postanawia jednak udać się w podróż, ponieważ nie może znieść nudy, natomiast Amy i Rory wolą zostać w swoim domu ze względu na pracę i codzienność.
Po kilku miesiącach nieobecności Doktora, Amy i Rory prowadzą normalne życie, natomiast ojciec Rory’ego, Brian prowadzi dziennik związany z sześcianami i bacznie obserwuje czy cokolwiek się zmieniło. W pewnym momencie pojawia się Doktor i postanawia niezauważalnie zabrać swoich towarzyszy w 7-tygodniową podróż, po czym wrócić w tym samym czasie i miejscu, w którym odlatywali. Po tej podróży Doktor postanawia zostać z Amy i Rorym i prowadzić typowe ludzkie życie. Po miesiącu sześciany zaczynają coś robić. Jeden z nich zmierzył tętno Amy, drugi się otworzył, natomiast trzeci zaczął strzelać w Doktora, po czym przeglądał sobie internet. W związku z tym, Rory ma wezwanie do szpitala, w którym pracuje, a jego ojciec, Brian, postanawia mu towarzyszyć, natomiast Doktor i Amy jadą do bazy UNIT-u pod Tower of London. Kate pokazuje obserwowane przez UNIT sześciany i wskazuje, jak bardzo różnie one się zachowują. Nagle, po 47 minutach aktywności sześciany się dezaktywują.
Doktor i Amy po dezaktywacji postanawiają porozmawiać na zewnątrz, a dzięki tej rozmowie Doktor wpada na pomysł, że sześciany przez czas swojej aktywności zilustrowały wszystko, w tym dane medyczne i wojskowe oraz oceniły dane Ziemi i jej mieszkańców. Gdy Doktor i Amy wracają do bazy UNIT-u, zauważają, że wszystkie sześciany zaczynają powoli odliczać od liczby 7 w dół.
W tym czasie w szpitalu Brian szukając szafki z opatrunkami, zostaje zaatakowany i wywieziony do windy przez tajemnicze istoty przypominające zwykłych lekarzy. Rory, gdy to odkrywa postanawia pobiec za nimi i uratować swojego ojca jednak nie zdąża i „lekarze” wwożą Briana do windy. Gdy Rory wchodzi do windy, nie ma w niej ani Briana, ani „lekarzy”. Udaje mu się jednak odkryć przejście w jednej ze ścian windy, z którego to przejścia teleportuje się na statek kosmiczny niedaleko Ziemi.
W tym samym czasie w bazie UNIT-u Doktor postanawia wejść do kapsuły, w której jest sześcian, który lada moment wskaże „0”. Po tym momencie sześciany się otwierają, jednak nic w środku nie mają. Doktor wychodzi z kapsuły i wraz z Amy, Kate i pracownikiem UNIT-u obserwuje kamery zamieszczone na całym świecie. Okazuje się, że w jednym momencie ludzie nagle giną. Także i Doktor ma problemy, ponieważ ustaje praca jednego serca Doktora. Ekipa znajdująca się w organizacji UNIT odkrywa, że każdy sześcian to urządzenie, które wstrzykuje czystą energię w serce osoby znajdującej się najbliżej niego, przez co zatrzymuje się krążenie krwi w organizmie i dany człowiek umiera. Dodatkowo skaner wykrył lokalizacje 7 przekaźników, służące jako połączenie z inną lokalizacją. Najbliższym przekaźnikiem okazuje się szpital, w którym pracuje Rory.
Rory, znajdujący się na statku kosmicznym odnajduje swojego ojca, jednak od razu zostaje schwytany przez „lekarzy”, którzy wstrzykują mu jakąś substancje. Do szpitala w tym czasie przyjechał Doktor i Amy. Doktor jednak z powodu braku akcji jednego serca ma coraz większe problemy z poruszaniem się, dlatego Amy postanawia użyć defibrylatora. Dzięki temu Doktor ponownie może normalnie funkcjonować. Razem odnajdują windę, przenoszą się na statek kosmiczny i ratują Rory’ego i Briana. Doktor odkrywa, że za działaniami związanymi z sześcianami stoi Sakhri, który przez Doktora był kojarzony głównie z legendami gallifreyańskimi, które miały „zatrzymać odpływ młodzieży z Gallifrey”. Sakhri chciał powstrzymać ludzkość przed skolonizowaniem kosmosu. Doktor powstrzymuje go i odwraca skutki związane z sześcianami.
Po powrocie na Ziemię Doktor żegna się z Kate, natomiast Amy i Rory postanawiają po chwilach wątpliwości na stałe powrócić do podróży w czasie i przestrzeni z Doktorem, dlatego żegnają się z Brianem i odlatują.

### Nawiązania do innych historii
- Doktor mówiąc Brianowi o tym, że kilku jego towarzyszy zginęło, najprawdopodobniej odnosi się do Sary Kingdom i Katariny, które zginęły w historii The Daleks' Master Plan (1965-66) oraz Adricka, który zginął w historii Earthshock (1982)[7].
- Kiedy Doktor, Amy i Rory odpoczywają, jedzą paluszki rybne i budyń[d], co ma być odwołaniem do odcinka Jedenasta godzina (2010), w którym Doktor niedługo po regeneracji, robi to samo[11][12].
- W tym odcinku zostaje wspomniane, że pod hotelem Savoy znalazł się statek Zygonów, a połowa personelu była oszustami. Ostatni raz Zygoni zostali wspomniani w odcinku Otwarcie Pandoriki (2010), natomiast ostatni raz Zygoni pojawili się w serialu w historii Terror of the Zygons (1975).  W późniejszym czasie pojawią się oni w odcinku Dzień Doktora (2013)[6].
- W odcinku pokazano bazę UNIT-u pod Tower of London. W odcinku Świąteczna inwazja (2005) również pokazano tę bazę, a w odcinku Manewr Sontariański (2008) wspomniano o jej istnieniu[13][14].
- Doktor, zwracając się do jednego z sześcianów, powiedział „Unoszenie się to jedyne co potrafisz? Tyle to potrafi nawet metalowy pies”. Doktor najprawdopodobniej mówiąc o „metalowym psie” miał na myśli swojego dawnego towarzysza, a zarazem psa-robota, K9.

## Emisja
Odcinek Potęga trójki został po raz pierwszy wyświetlony w Wielkiej Brytanii jednocześnie na kanałach BBC One i BBC One HD 22 września 2012 roku. Według nocnych analiz odcinek został obejrzany przez 5,49 milionów widzów. Ostateczny wynik był jednak wyższy i wskazywał, że w rzeczywistości odcinek obejrzało 7,67 milionów widzów, co oznacza, że był to trzynasty najchętniej oglądany program brytyjskiej telewizji w tamtym tygodniu. Odcinek ten został również, tak jak inne odcinki udostępniony na BBC iPlayer, gdzie za jego pośrednictwem do końca września 2012 obejrzało go 1,3 miliona internautów.

## Wydanie na DVD i Blu-ray
Odcinek Potęga trójki został wydany na DVD i Blu-ray został wydany wraz z odcinkami Planeta obłąkanych Daleków, Dinozaury w statku kosmicznym, Miasteczko Mercy i Anioły na Manhattanie jako część pierwsza siódmej serii w regionie drugim 29 października 2012, w regionie czwartym 14 listopada 2012, a w regionie pierwszym 13 listopada 2012.
Dodatkowo postanowiono wszystkie odcinki z serii 7, w tym również Potęga trójki wydać jako jeden zestaw. Swoją premierę w regionie drugim zestaw ten miał 28 października 2013, w regionie czwartym – 30 października 2013, natomiast w regionie pierwszym – 24 września 2013.
4 listopada 2014 roku w regionie pierwszym wydano również zestaw obejmujący wszystkie odcinki z ery jedenastego Doktora pt. Doctor Who: The Complete Matt Smith Years. Zestaw nie został wydany w innych regionach.